# Jakub Kucner
Jakub Piotr Kucner (ur. 28 marca 1988 w Poznaniu) – polski fotomodel, aktor, prezenter telewizyjny, konferansjer, trener personalny i fitness, aktywista społeczny i osobowość medialna, Mister Polski 2017.

## Młodość
Ma siostrę. W gimnazjum uprawiał wioślarstwo, a w liceum grał w klubie w piłkę nożną. Jest absolwentem kulturoznawstwa i medioznawstwa w Wyższej Szkole Nauk Humanistycznych i Dziennikarstwa w Poznaniu. Ukończył studium aktorskie.

## Kariera
Przed rozpoczęciem kariery medialnej pracował w dziale sprzedaży w jednej z sieci klubów fitness. Później został trenerem personalnym i zagrał epizodyczne role w serialach: Barwy szczęścia (2013) i Na sygnale (2016).
W 2015 dotarł do finału wyborów Mistera Polski. W 2017 zwyciężył w konkursie piękności, uzyskując tytuł Mistera Polski 2017. W lipcu 2018, reprezentując Polskę, zdobył tytuł II wicemistera w konkursie Mister Global w Tajlandii. W grudniu jako reprezentant Polski zdobył tytuł I Wicemistera Supranational 2018 na gali Mister Supranational w Krynicy-Zdroju. Kontynuował karierę aktorską, grając epizodyczne role w serialach Lekarze na start (2017) czy Zawsze warto (2019). Współpracował także z Centrum Kultury „Zamek” w Poznaniu.
W maju 2018 był nominowany do Gwiazdy Plejady w kategorii „debiut roku”. W 2019 uczestniczył w programie rozrywkowym Dancing with the Stars. Taniec z gwiazdami w telewizji Polsat.
Udziela się charytatywnie i bierze udział w akcjach humanitarnych. Współpracował ze Stowarzyszeniem „Mali Bracia Ubogich”, uczestniczył też w misjach humanitarnych w Gambii. W 2018 wraz z Karoliną Zagozdon założył fundację „Power Changers” niosącą pomoc dzieciom z ubogich, afrykańskich krajów.
Od 2019 wciela się w postać Rafała w serialu M jak miłość. Występował w objazdowych produkcjach teatralnych autorstwa i w reżyserii Marka Rębacza: Ciemno (2022) w roli plebana i Dwie morgi utrapienia, czyli zróbmy sobie wnuka (2023) w roli Janka oraz To tylko botoks, czyli zastrzyk uśmiechu (2023) w reż. Bartłomieja Nowosielskiego jako Tim.                                                                                                                                  
W 2024 została opublikowana jego debiutancka powieść Cena nie gra roli opowiadająca o kulisach show biznesu, która jest oparta na jego własnych doświadczeniach.                                                                 

## Życie prywatne
Był związany z Karoliną Zagozdon, którą poznał w 2015 podczas castingów do wyborów Mistera Polski. W 2025 zaręczył się z producentką reklam Patrycją Leśniewską.